# ワン (メタリカの曲)
「ワン」（One）は、アメリカ合衆国のヘヴィメタル・バンド、メタリカの楽曲。1988年にスタジオ・アルバム『メタル・ジャスティス』に収録され、翌年にはシングル・カットされた。

## 背景
作詞・作曲は、メンバーのジェイムズ・ヘットフィールドとラーズ・ウルリッヒによる。ラーズが観た、ドルトン・トランボの小説が原作の映画『ジョニーは戦場へ行った』の主人公がモデルになっており、ミュージック・ビデオにも映画の場面を交えている。
ギター・ソロはカーク・ハメットが演奏している。ハメットは、2回目のギター・ソロの出来に満足できなかったため、モンスターズ・オブ・ロックのツアーの最中にニューヨークのザ・ヒット・ファクトリーで録り直しを行い、ハメットは後に「完全には満足していないけど良くはなった」と語っている。
アメリカ盤シングルには、ダイアモンド・ヘッドのカヴァー「ザ・プリンス」がカップリング曲として収録された。この曲は、日本ではアルバム『メタル・ジャスティス』のCDにエクストラ・トラックとして収録された。ヨーロッパ盤7インチシングルには「シーク・アンド・デストロイ」のライヴ・ヴァージョンが収録され、12インチシングル/CDシングルには「フォー・フーム・ザ・ベル・トールズ」と「ウェルカム・ホーム」のライヴ・ヴァージョンが収録された。日本では、8cmシングルにはバッジーのカヴァー「ブレッドファン」（アメリカではシングル「ハーヴェスター・オブ・ソロウ」のカップリング曲として発表された）がカップリング曲として収録され、12cmシングルには前述の「ブレッドファン」に加え、ライヴ音源2曲、「ワン」のデモ・ヴァージョンが収録されて5曲入りとなり、アルバム扱いとしてリリースされた。なお、日本盤の初回盤は演奏面が赤色である。

## 反響・評価
シングルとして発表されると、メタリカのシングルとしては初めて母国アメリカのBillboard Hot 100でチャート・インを果たし、最高35位に達した。メタリカは、本作でグラミー賞最優秀メタル・パフォーマンス部門を受賞し、初のグラミー受賞を果たした。
カーク・ハメットによるギター・ソロは、『Guitar World』誌が選出した50グレイテスト・ギター・ソロで7位に達した。

## 他メディアでの使用例
- アメリカのテレビアニメ『BEAVIS AND BUTT-HEAD』のシーズン3のエピソード「Politically Correct」（1993年10月21日放映）で使用された[16]。
- 音楽ゲーム『ギターヒーロー3 レジェンド オブ ロック』（2007年）で使用された[17]。
- Netflixのオリジナルのドラマ『Marvel パニッシャー』（2017年）の予告トレーラーで使用された。

## カヴァー
- ディ・クルップス - メタリカのカヴァー・アルバム『A Tribute to Metallica』（1992年）のアメリカ盤および日本盤に収録。
- アポカリプティカ - アルバム『ハルマゲドン〜ヘヴィ・メタル・シンフォニー』（1998年）に収録。
- コーン - シングル「Did My Time」（2003年）のカップリング曲として、MTVのために演奏されたライヴ・ヴァージョンを収録。
- ロドリーゴ・イ・ガブリエーラ - アルバム『Re-Foc』（2002年）に、「テイク・ファイヴ」とのメドレーとして収録。また、2008年の東京公演を収録したライヴ・アルバム『激情セッション』にライヴ・ヴァージョンを収録。